# Oktaedertal

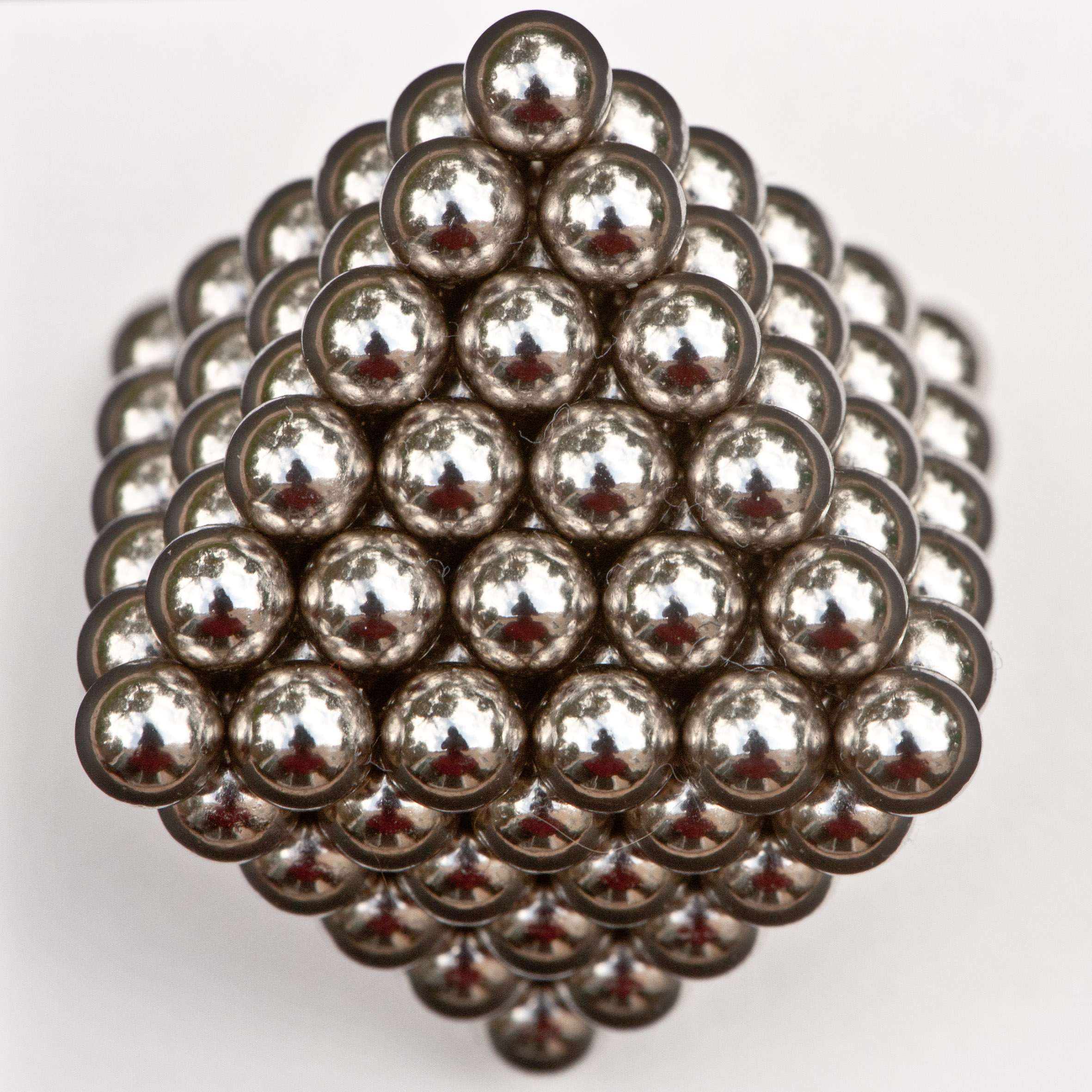
146 magnetiska bollar förpackade i form av en oktaeder.

Inom talteorin är oktaedertal en sorts figurtal som motsvarar antalet sfärer i en oktaeder. Det n:te oktaedertalet {\displaystyle O_{n}} kan ges av formeln:
{\displaystyle O_{n}={n(2n^{2}+1) \over 3}}
De första oktaedertalen är:
1, 6, 19, 44, 85, 146, 231, 344, 489, 670, 891, … (talföljd A005900 i OEIS)

## Egenskaper och användningsområden
Oktaedertalen har en genererande funktion:
{\displaystyle {\frac {z(z+1)^{2}}{(z-1)^{4}}}=\sum _{n=1}^{\infty }O_{n}z^{n}=z+6z^{2}+19z^{3}+\cdots }
År 1850 hade Sir Frederick Pollock teorin om att varje tal är summan av högst 7 oktaedertal.
Inom kemi kan oktaedertal användas för att beskriva antalet atomer i oktaederkluster. I detta sammanhang kallas de magiska tal.

## Förhållande till andra figurtal

### Kvadratpyramider

Kvadratpyramider där antalet kuber i varje skikt är ett centrerat kvadrattal. Det totala antalet kuber i varje pyramid är ett oktaedertal.

En oktaedrisk packning av sfärer kan partitioneras till två kvadratpyramider, en upp och ned under den andra, genom att dela upp den längs en kvadratisk tvärsektion. Därför kan det n:te oktaedertalet {\displaystyle O_{n}} ges genom tillsats av två på varandra följande kvadratpyramidtal tillsammans:
{\displaystyle O_{n}=P_{n-1}+P_{n}}

### Tetraedrar
Om {\displaystyle O_{n}} är det n:te oktaedertalet och {\displaystyle T_{n}} är det n:te tetraedertalet är:
{\displaystyle O_{n}+4T_{n-1}=T_{2n-1}}
Detta är det geometriska faktum att genom att limma en tetraeder på vardera av fyra icke-intilliggande ytor av en oktaeder blir produkten en dubbelt så stor tetraeder. Ett annat förhållande mellan oktaedertal och tetraedertal är också möjligt, baserat på det faktum att en oktaeder kan delas in i fyra tetraedrar vardera har två intilliggande ursprungliga former (eller alternativt, som grundar sig på det faktum att varje kvadratpyramidtal är summan av två tetraedertal):
{\displaystyle O_{n}=T_{n}+2T_{n-1}+T_{n-2}}

### Kuber
Om två tetraedrar är förbundna med motsatta sidor av en oktaeder blir resultatet en romboeder. Antalet tätpackade sfärer i en romboeder är en kub, genom ekvationen:
{\displaystyle O_{n}+2T_{n-1}=n^{3}}

### Centrerade kvadrater
Skillnaden mellan två på varandra följande oktaedertal är ett centrerat kvadrattal:
{\displaystyle O_{n}-O_{n-1}=C_{4,n}=n^{2}+(n-1)^{2}}
Därför representerar ett oktaedertal också antalet punkter i en kvadratpyramid som bildas genom att stapla centrerade kvadrater.
Antalet kuber i en oktaeder bildas genom att stapla centrerade oktaedertal, summan av två på var andra följande oktaedertal. Dessa tal är:
1, 7, 25, 63, 129, 231, 377, 575, 833, 1159, 1561, 2047, 2625, … (talföljd A001845 i OEIS)
och ges av formeln:
{\displaystyle O_{n}+O_{n-1}={\frac {(2n+1)(2n^{2}+2n+3)}{3}}}

### Fotnoter
1. 1 2 3  Conway, John Horton; Guy, Richard K. (1996), The Book of Numbers, Springer-Verlag, s. 50, ISBN 978-0-387-97993-9.
2. ↑  Dickson, L. E. (2005), Diophantine Analysis, History of the Theory of Numbers, "2", New York: Dover, s. 22–23, https://books.google.com/books?id=eNjKEBLt_tQC&pg=PA22.
3. ↑  Teo, Boon K.; Sloane, N. J. A. (1985), ”Magic numbers in polygonal and polyhedral clusters”, Inorganic Chemistry 24 (26):  4545–4558, doi:10.1021/ic00220a025, arkiverad från ursprungsadressen  den 2012-03-13, https://web.archive.org/web/20120313220128/http://www2.research.att.com/~njas/doc/magic1/magic1.pdf Arkiverad 13 mars 2012 hämtat från the Wayback Machine. ”Arkiverade kopian”. Arkiverad från originalet den 13 mars 2012. https://web.archive.org/web/20120313220128/http://www2.research.att.com/~njas/doc/magic1/magic1.pdf. Läst 10 juli 2013..
4. ↑  Feldheim, Daniel L.; Foss, Colby A. (2002), Metal nanoparticles: synthesis, characterization, and applications, CRC Press, s. 76, ISBN 978-0-8247-0604-3, https://books.google.com/books?id=-u9tVYWfRcMC&pg=PA76.
5. ↑  Burke, John G. (1966), Origins of the science of crystals, University of California Press, s. 88, https://books.google.com/books?id=qvxPbZtJu8QC&pg=PA88.
6. ↑  Tables of integer sequences from Arithmeticorum libri duo, retrieved 2011-04-07.